# Communauté des télévisions francophones
Pour les articles homonymes, voir CTF.

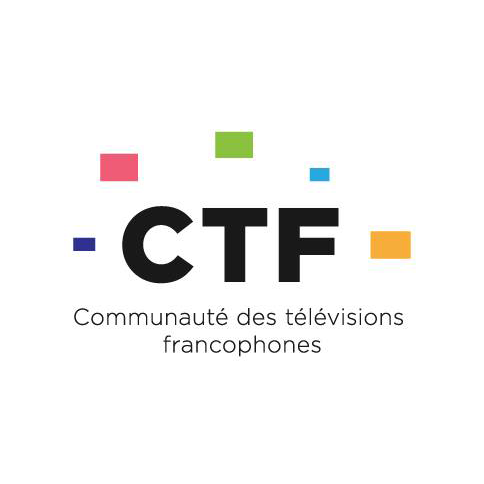
Logo de la CTF

Fondée en 1964, la Communauté des télévisions francophones (CTF) était une association loi de 1901 regroupant les diffuseurs de langue française. 
La Communauté des télévisions francophones (CTF) a regroupé les chaînes publiques francophones de Belgique, du Canada, de France et de Suisse : France Télévisions (Outre-Mer 1re, France 2, France 3, France 4, France 5), la RTBF, la RTS, TV5 Monde, TV5 Québec Canada, Radio-Canada, Télé-Québec, et RDI.
Des chaînes de télévision privées du Luxembourg (RTL Télévision) et de Monaco (TMC) (en particulier pour des jeux télévisés comme Le Francophonissime) se sont aussi joints à la CTF.
En janvier 2016, la CTF a fusionné avec les Radios Francophones Publiques pour donner naissance à la nouvelle association Les Médias francophones publics (MFP) .

## Historique
La Communauté des Télévisions Francophones avait été créée en 1964 pour améliorer les échanges et la coproduction de programmes en français et contribuer au rayonnement de la francophonie dans le monde. Depuis lors, elle s’était affirmée comme l’espace de collaboration entre les télévisions publiques francophones. Ces dernières années, la CTF était particulièrement attentive à tous les aspects de la révolution numérique et leur impact sur le développement et le rôle des médias publics francophones.

## Missions
L’objectif prioritaire de la CTF était de favoriser les échanges et la collaboration entre les chaînes de télévision publiques francophones. Dans un environnement en pleine évolution, la CTF visait à rassembler les énergies, stimuler l’innovation, soutenir les projets de collaboration et de coproduction dans tous les genres de programmes et sur tous les supports, développer les liens avec les autres médias francophones publics. Elle  a ainsi contribué à la promotion de la francophonie et de la diversité culturelle.
Son dernier président en exercice était François Guilbeau, ancien directeur général de France 3. Alain Gerlache, de la RTBF, a dirigé le secrétariat général de l'association jusqu'en décembre 2015.